# Muslimani (narod) u Vojvodini
Muslimani (narod) su jedna od nacionalnih manjina u autonomnoj pokrajini Vojvodini u Republici Srbiji.

## Jezik i vjera
Govore uglavnom srpskim jezikom. Islamske su vjere.

## Naseljenost
U Vojvodini živi 3.634 osobe koje su se izjasnile kao Muslimani u smislu nacionalnosti. 
Prema popisu iz 2002. u Srbiji je živjelo 19.503 Muslimana u smislu nacionalnosti, od čega 15.869 u središnjoj Srbiji te 3.634 u autonomnoj pokrajini Vojvodini.
Najveća koncentracija pripadnika te manjine je u općini Bač, gdje čine 1,32% stanovnika. Uglavnom se radi o kolonistima i potomcima koloniziranih Muslimana iz Hercegovine u Novom Selu.

## Povijest
U Vojvodinu su u najvećem broju doselili za vrijeme kolonizacije Vojvodine nakon Drugog svjetskog rata.
Diljem Vojvodine postoje i Muslimani (u smislu nacionalnosti) koji su došli u Vojvodinu unutarnjim migracijama (poslom, bračno).